# 589 TCN
589 TCN là một năm trong lịch La Mã.